# Constantine Rupiny

Bischofswappen von Constantine Rupiny

Constantine Rupiny (* 10. November 1974 in Parombo) ist ein ugandischer römisch-katholischer Geistlicher und Bischof von Nebbi.

## Leben
Constantine Rupiny studierte von 1996 bis 1999 Philosophie am Nationalseminar Uganda Martyrs in Alokolum im Erzbistum  Gulu und von 2000 bis 2004 Theologie am Nationalseminar St. Mary’s in Kampala. Am 28. August 2004 empfing er durch Bischof Martin Luluga das Sakrament der Priesterweihe für das Bistum Nebbi.
Nach Aufgaben in der Pfarrseelsorge war er von 2007 bis 2009 sowie von 2011 bis 2018 Ausbilder und Professor am Nationalseminar Uganda Martyrs in Alokolum. Von 2017 bis 2018 war er zudem Präsident des Priesterrats im Bistum Nebbi. Von 2009 bis 2011 studierte er an der Päpstlichen Universität Urbaniana und erwarb das Lizenziat. Von 2018 bis 2022 studierte er in Warschau und wurde an der Kardinal-Stefan-Wyszyński-Universität in Philosophie promoviert. Während der ersten neun Monate des Jahres 2023 war er Subregens und seither Regens des Nationalseminars Uganda Martyrs in Alokolum.
Papst Franziskus ernannte ihn am 26. November 2024 zum Bischof von Nebbi. Der Erzbischof von Gulu, Raphael p’Mony Wokorach MCCJ, spendete ihm am 22. Februar des folgenden Jahres auf dem Gelände der Kathedrale von Nebbi die Bischofsweihe. Mitkonsekratoren waren der Apostolische Nuntius in Uganda, Erzbischof Luigi Bianco, und der Bischof von Kasese, Acquirino Francis Kibira.